# HD 212771
HD 212771，已稱為獅子山，是位於黃道南側星座寶瓶座中的一顆孤獨恆星。它的視星等為7.60，使它不能以肉眼直接看到，但很容易用雙筒望遠鏡看到。視差量測得到的距離是在364光年，並且現時以15 km/s徑向速度遠離太陽系。
HD 212771的恆星分類為G8 IV，表明它已經由一顆F-型主序星演化成次巨星，估計在17億年後將朝向紅巨星分支演化。它的質量是1.56太陽質量，半徑是太陽的5倍。它的輻射量是11 太陽光度，在5,003K的有效溫度下略微增大的光球 ，使其呈現黃色。不同於大多數行星的宿主，HD 212771略微缺乏金屬，自轉的投影旋轉速度約為2 km/s.。

## 行星系統
2010年，凱克天文台的一組天文學家通過都卜勒光譜調查了幾顆次巨星的系外行星。他們碰巧發現了一顆圍繞HD 212771運行的大質量類木行星。
HD 212771被命名為獅子山。該名稱是在IAU成立100周年的IAU100太陽系外世界命名活動由香港地區的活動中選出。它以獅子山命名之後，它的行星 HD 212771b被命名為「太平山」。
| 成員 (依恆星距離)         | 质量            | 半長軸 (AU) | 轨道周期 (天) | 離心率        | 傾角 | 半径 |
| ------------------------- | --------------- | ----------- | ------------- | ------------- | ---- | ---- |
| b /太平山（Victoriapeak） | ≥2.39+0.27 − MJ | 1.19+0.13 − | 381+1 −       | 0.076+0.051 − | —    | —    |